# New Bradwell
Cet article possède un paronyme, voir Bradwell.
New Bradwell est une paroisse civile et un village du Buckinghamshire, en Angleterre.